# Miroir du sanctuaire Suda Hachiman

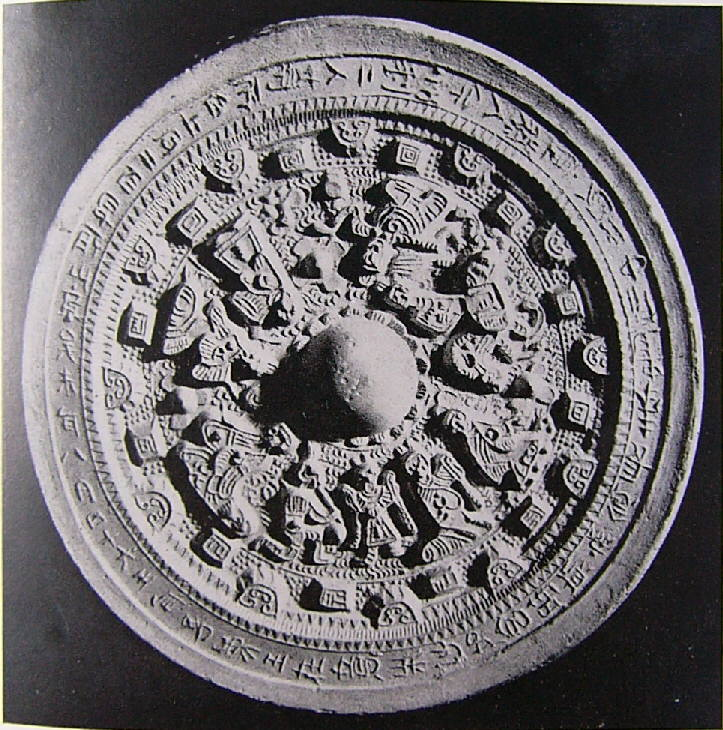
Miroir en bronze de 19.9 cm de diamètre, sanctuaire de Suda Hachiman, Wakayama, avec inscription de la date cyclique de l'année.

Le miroir du sanctuaire de Suda Hachiman (隅田八幡神社人物画像鏡, Suda Hachiman jinja jinbutsu Gazō-kyō) à Hashimoto (Wakayama), est un trésor national japonais. Il a été fondu avec 48 caractères chinois vers le Ve siècle, au cours de la période Kofun. C'est un objet important pour la recherche archéologique et l'étude de l'ancien japonais.

## Inscriptions
Sur le miroir il est écrit : 

« 癸未年八月日十大王年男弟王在意柴沙加宮時斯麻念長寿遣開中費直穢人今州利二人等取白上同二百旱作此竟 »

Quelques points ne sont pas clairs mais l'ensemble peut se traduire ainsi : « Au cours du huitième mois d'une année gui-wei, durant le règne du grand roi, alors que le prince Wooto est au palais Osisaka, Sima, aspirant à la longévité, envoie deux personnes pour faire ce miroir de 200 han de bronze neuf et fin. » L'année gui-wei correspond probablement à 443 ou 503.
Selon une opinion dominante, le prince Wooto peut être identifié au prince Oohodo, un petit-fils de l'empereur Ōjin et frère d'Oshisaka-no-Oonakatsuhime (consort de l'empereur Ingyō). Une autre théorie avance que Wooto est Ōdo-no-Ookimi (l'empereur Keitai). Il s'agit peut-être d'un arrière petit-fils (ou peut-être d'un frère cadet) du prince Oohodo. Si l'année gui-wei correspond à 503, Shima est présumé être le roi Muryeong de Baekje.
Sur la base de cette ancienne inscription, l'historien coréen Kim Woon-Hoe théorise une relation fraternelle entre l'empereur japonais Keitai et le roi Muryeong de Baekje. Un miroir a été dégagé de la tombe du roi Muryeong. Il est semblable aux miroirs des empereurs Nintoku et Keitai. Dans l'ancien royaume de Puyŏ, le miroir de bronze représente l'empereur.